# Torc Mountain
Torc Mountain är ett berg i republiken Irland. Det ligger i grevskapet Ciarraí och provinsen Munster, i den sydvästra delen av landet. Toppen på Torc Mountain är 535 meter över havet.
Terrängen runt Torc Mountain är kuperad åt sydväst, men åt nordost är den platt. Den högsta punkten i närheten är Mangerton Mountain, 839 meter över havet, 3,9 km söder om Torc Mountain. Trakten runt Torc Mountain består i huvudsak av gräsmarker och i dalgångarna finns skog. Norr om berget ligger Muckross Lake.